# Zethes bella
Zethes bella är en fjärilsart som beskrevs av Max Wilhelm Karl Draudt 1950. Zethes bella ingår i släktet Zethes och familjen nattflyn. Inga underarter finns listade i Catalogue of Life.